# Вестдорф
Вестдорф (на немски: Westdorf) е част от град Ашерслебен в Саксония-Анхалт, Германия с 905 жители (към 31 декември 2007) и площ от 8,61 km², с официален код – 15 3 52 038.
Намира се в долината на река Айне на около три километра южно от град Ашерслебен, към който е присъединен на 1 януари 2009 г. Вестдорф е споменат за пръв път през 964 г. в документ за дарение.